# William Lockwood
 William Lockwood (Fitzroy, 13 mei 1988) is een Australisch roeier. Hij nam eenmaal deel aan de Olympische Spelen en won hierbij één zilveren medaille.

## Biografie
Lockwood won twee medailles op een WK: in 2010 maakte hij deel van de Australische acht die naar brons roeide bij de acht-met-stuurman.  Op het WK 2011 behaalde hij een zilveren medaille, dit keer op de twee-met-stuurman.
In 2012 nam Lockwood deel aan de Olympische Spelen.  Samen met Drew Ginn, Joshua Dunkley-Smith and James Chapman  nam hij deel aan de vier-zonder. Het Australische viertal roeide naar een zilveren medaille achter het Britse viertal.

## Palmares

### Twee met
- 2011:  WK

### Vier zonder
- 2012:  OS Londen

### Acht
- 2010:  WK